# 楠有栖
楠 有栖（くすのき ありす、2001年6月17日 - ）は、日本のAV女優。マインズ所属。

## 略歴・人物
東京都出身。趣味は軽音部、料理。
2021年10月、kawaii専属女優としてAVデビュー。
2022年2月より専属を離れ企画単体女優として活動。

## 作品

### アダルトDVD
- 「仕事する時間があるならセックスしたい!」 1年前にセックスを経験してめちゃ×2ドハマり中の楠有栖19才 大好きな事を仕事にしたくてAVデビュー♪♪（10月5日、kawaii）※Blu-ray Disc版も同時発売
- セックスのことしか頭にない! めちゃ×2セックスにドハマり中の"楠有栖"イキまくり初体験3本番（12月7日、kawaii）

- 「え?ちょっと待って!?」 完全油断している状況で即ハメ! イッても止めない激突き追撃ピストン! しかも中出し解禁!（1月4日、kawaii）
- 「パパの子供生んでもいい?」 食べごろに育った娘とパパのいびつな愛の日常、そして中出しへと…（2月10日、ひよこ）
- 義理の父に犯され弄ばれる娘の近親相姦映像（2月25日、I.B.WORK）
- 素人ヘアヌード大図鑑 〜Bカップ以下ツルペタ制服美少女編（3月22日、S級素人）
- 【マジックミラー号25周年記念作品】 紗倉まな10年ぶりの乗車! 悩めるAV男優じみけんを救ってくれませんか? ち○この悩みはま○こで解決!! 濃密ご奉仕SEXで勇気づけろ! 傑作コントを奇跡のAV化!（3月24日、SODクリエイト）
- 卑猥教育 変態教師による教え子パンチラ盗撮・わいせつ調教記録（4月7日、素人39）
- 3分前まで女子○校生! 卒業式直後にガチナンパ! 生まれて初めての恥じらい素股体験! クリトリスがデカチンと擦れ合って我慢出来ずにヌルっと生挿入! そのまま人生初の生中だし!（4月8日、赤面女子）
- 貧困美少女を集めたボランティア事業わいせつ食堂（4月22日、I.B.WORK）
- 【流出】女子●生 家庭内近親SEX 3 これが真実!みんな家族とヤっていた… 父×娘・兄×妹など禁断SEX3家族（5月28日、ビッグモーカル）
- 妹と仲の良すぎる変態家族 03（6月14日、ケートライブ）
- 狩られた女学生（6月28日、オーロラプロジェクト・アネックス）
- ロ○ータむすめのご奉仕近親相姦 パパと娘の近親相姦が溶け込んだ日常♥（7月12日、ケートライブ）
- 穢れない田舎の女の子と過ごす、汗と愛液に塗れた、濃厚で卑猥な御籠り一泊セックス（7月26日、オーロラプロジェクト・アネックス）
- 有栖ともあ このぬくもりをあなたとずっと感じていたい…（8月9日、ビビアン）
- 無垢なコスプレイヤー 中出し性教育 ♡147cm低身長♡完全着衣セックス♡超敏感（9月20日、無垢）※「有栖」名義
- マジックミラー号ハードボイルド 真夏のビーチ!ビキニ映えギャル限定 勝ったら賞金10万円 負けたら“待ったなし” 即ハメ中出し野球拳! 水着ごしに分かるエチエチおっぱいと真夏のガード緩めな膣粘膜を賭けてアウト!セーフ!ヨヨイのヨイ〜♪ 脱ぐもの無くなったらエチエチ切り札が使える!?（9月20日、サディスティックヴィレッジ）※「つむぎ」名義
- 連続早抜きNo.1決定戦w 仲良し5人組が挑戦! 早抜き!連続膣内射精バトル! 親友の目の前で「早く中に出して!」杭打ち騎乗位で中出しさせたら1発10万円! フル勃起チ○ポを騎乗位で次から次へと射精させザーメンで溢れるほどに満たされたオマ○コは絶頂が止まらない!!（10月14日、赤面女子）
- 欲張り女子のダブル乳首弄りディープスロート（10月25日、SEX Agent）
- 夜に滾る（11月8日、Rookie）

### アダルトVR
- 神待ち家出美少女を見つけたw 5 泊めてくれたお礼にと身を捧げる家出娘と体を重ねた（2月5日、ブイワンVR）
- 万引き犯をとっ捕まえて身体の隅々まで与える恥辱… 7 清楚系美少女へ欲望のまま連続中出し猥褻（3月18日、ブイワンVR）
- あざと可愛い地下ドルのパパ活J○にハマっちゃった件（6月17日、unfinished）※「ありす」名義
- 童貞を馬鹿にしてくる妹にキレた俺は夜な夜な部屋に忍び込む（8月26日、AQUA）
- AV現場のADやってみなよ。こんなことになるんだよ。（9月23日、AQUA）
- 見上げ膝枕オナニーVR（9月30日、CASANOVA）

### ネット配信
- 《特典有》【電車痴漢】★W痴漢★ロリ&アイドル系美少女の仲良し2人組を痴漢2人で同時責め★高偏差値私立校生に中出し&大量顔射（2月18日、ゆず故障）
- ありすちゃん（4月1日、俺の素人-Z-）
- 有栖（8月21日、素人ムクムク-夢中-）
- K木（10月5日、御茶ノ水素人研究所）
- ねんねちゃん&ももちゃん&ありすちゃん&ましろちゃん&ゆずちゃん（10月7日、俺の素人-Z-）

### イメージDVD
- ありすいんぱらだいす（2022年2月23日、CRANE）※「黒木ありす」名義

### デジタル写真集
- 愛くるしさ満点の美少女4名感度抜群のカラダで激イキSEX（2022年6月2日、ブイワンVR）

## 出演

### テレビ
- 魚拓と成瀬のツキとスッポンぽん #396,#397（2022年4月3日,10日、パチ・スロ サイトセブンTV）[2][3]